# Christoffer Wilhelm Eckersberg
Christoffer Wilhelm Eckersberg (Blåkrog, 2 gennaio 1783 – Copenaghen, 22 luglio 1853) è stato un pittore danese, esponente del Neoclassicismo.

## Biografia

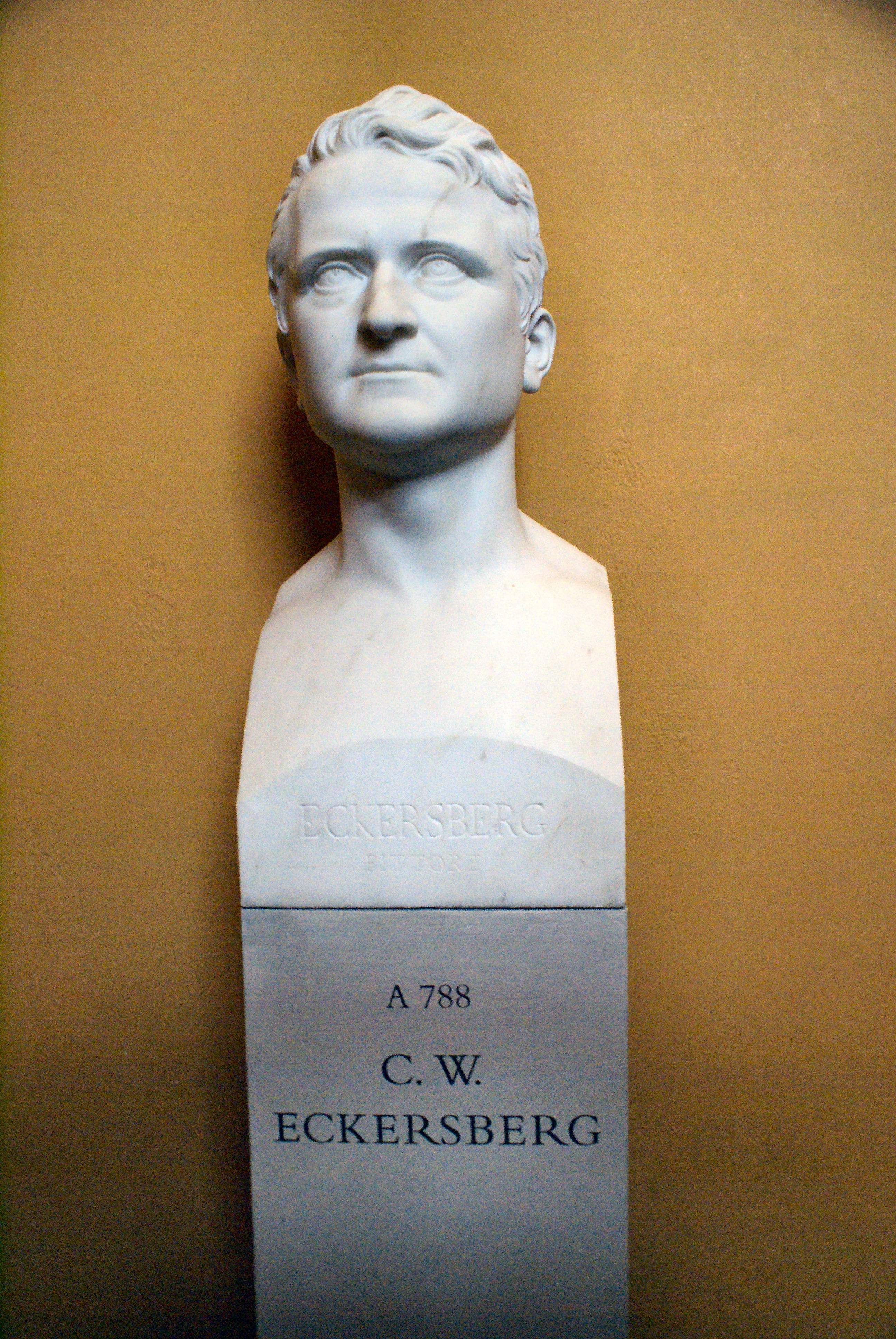
Christoffer Wilhelm Eckersberg ritratto da Bertel Thorvaldsen, Museo Thorvaldsen, Copenaghen

Christoffer Wilhelm Eckersberg nacque a Blåkrog, un piccolo centro dello Jutland meridionale, da Henrik Vilhelm Eckersberg, pittore, e da Ingeborg Nielsdatter. Il primo luglio 1810 sposò contro la sua volontà Christine Rebecca Hyssing, in quanto aveva avuto un figlio illegittimo da lei, Erling Carl Vilhelm Eckersberg.
Dapprima Eckersberg studiò all'accademia delle belle arti copenaghense, dove studiò seguendo le lezioni di Nicolai Abraham Abildgaard e Johan Frederik Clemens. Nel 1810, grazie all'aiuto di Tønnes Christian Bruun-Neergaard, intraprese un viaggio di sei anni che lo portò a Parigi, dove passò un anno presso l'atelier di David e alloggiò presso l'Hôtel d'Auterive, situato sulla rue de Beaune.
In seguito, egli raggiunse un gruppo di artisti danesi, incluso lo scultore Alberto Thorvaldsen, che si trovavano a Roma. Lì imparò a dipingere i paesaggi e durante questo periodo perfezionò i suoi studi sulla natura. Segnato da questa esperienza e dal rigore neoclassico davidiano, Christoffer Wilhelm mise a punto delle composizioni realistiche nelle quali lo studio della natura era predominante. Così egli ruppe con la scuola danese ancora legata alla pittura idealizzata del diciottesimo secolo. Il 2 agosto 1816 Eckersberg ritornò in Danimarca e divorziò dalla moglie.
Nel 1818 Eckersberg venne nominato professore all'accademia reale danese, dove creò una vera e "scuola d'arte". In seguito ne fu il direttore tra il 1827 e il 1829. Per essere stato il maestro di quella folta schiera di pittori che dettero vita all'epoca d'oro della pittura in Danimarca è considerato il padre della pittura nazionale danese.
Il suo stile neoclassico risente dell'influsso del coetaneo francese Ingres.
Fu maestro di Jörgen Roed e amico del pittore Johann August Krafft.
Morì il 22 luglio 1853 a Copenaghen durante un'epidemia di colera.

## Opere

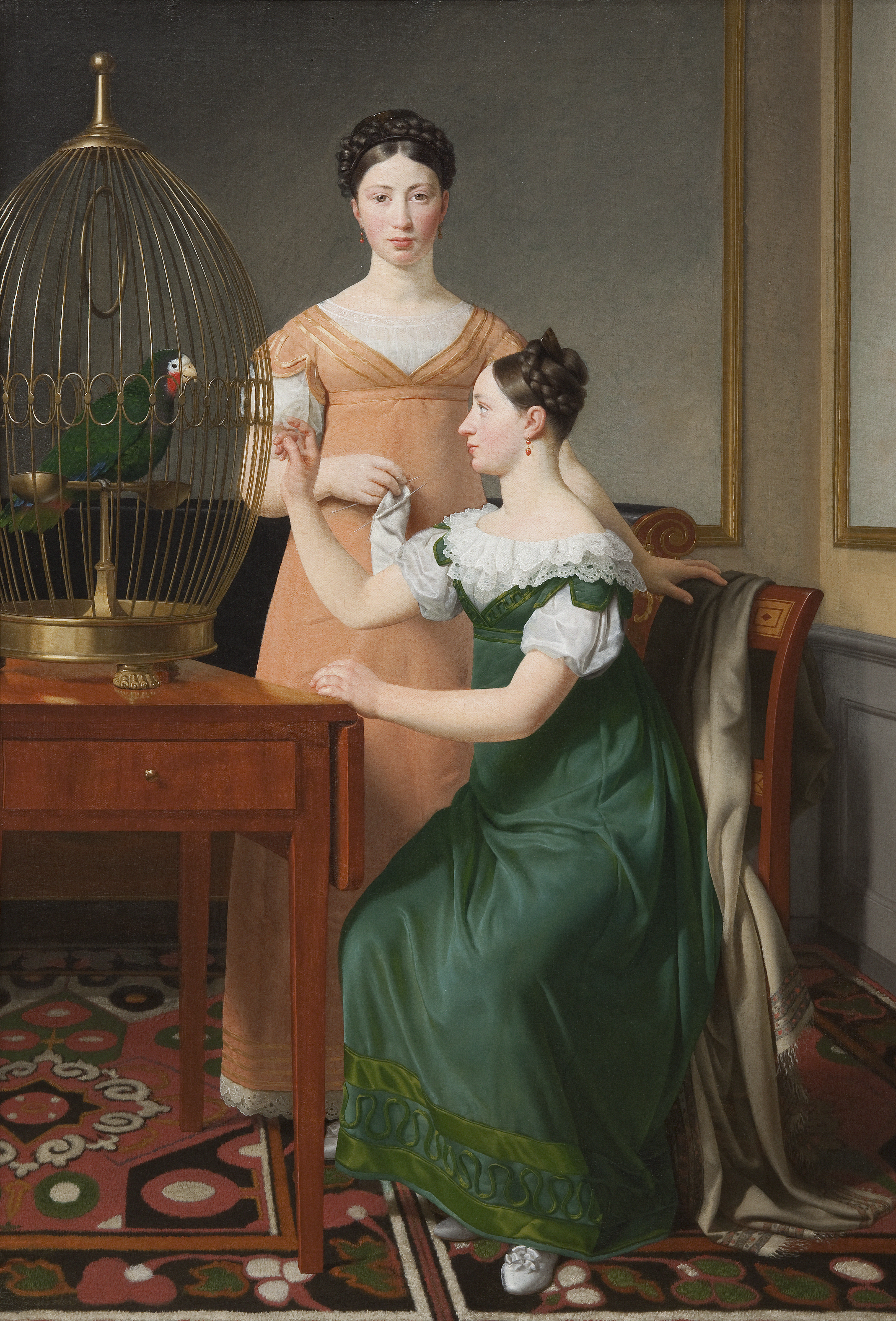
Bella e Hanna, 1820

- Scena di strada dall'acquedotto ad Arcueil vicino a Parigi (1812);
- Ulisse fugge dalla caverna di Polifemo (1812);
- Gradini in marmo che conducono alla Basilica di Santa Maria in Aracoeli a Roma (1814-1816);
- Ritratto di Anna Maria Magnani (1814);
- Vista attraverso tre archi del terzo piano del Colosseo (1815);
- Morte di Baldr (1817);
- Bella e Hanna (1820);
- Porto di Dragor (1825);
- La nave russa della linea Azov e una fregata (1828);
- Modella nuda seduta (1839);
- Donna davanti allo specchio (1841);
- Donna nuda che si mette le pantofole (1843).